# Hőerőgép

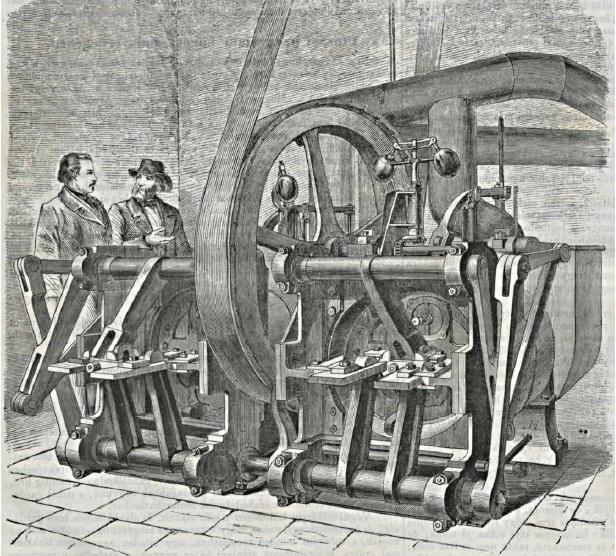
Kalorikus gép (gőzgép),1861, Vasárnapi Ujság

A hőerőgép olyan valóságos vagy elméleti erőgép, amely hőenergiát mechanikai munkává alakít át. Más definíció szerint a hőerőgép olyan kalorikus gép, mely hasznos mechanikai munkát szolgáltat. A kalorikus gépek a hőerőgépek és a hőszivattyúk és termodinamikai elven működő hűtőgépek összefoglaló neve. A hőerőgépek termodinamikai körfolyamatot (ciklust) valósítanak meg működésük folyamán. A hőerőgépeket rendszerint az általuk megvalósított körfolyamatról nevezik el, de gyakran alternatív elnevezéseket is használnak: benzinmotor, gőzgép, gázturbina. A belsőégésű gépek (motorok) a gép belsejében fejlesztenek hőenergiát, a külső hőbevezetésű gépek külső hőforrás által fejlesztett hőenergiát abszorbeálják. Egyes hőerőgépek a külső atmoszféra felé nyitott szerkezetűek, mások el vannak szigetelve a környezettől (nyitott vagy zárt rendszerek).
A hőerőgép a magas hőmérsékletű hőforrásból hőt vesz fel, egy részét átalakítja hasznos mechanikai munkává, a maradékot pedig leadja az alacsony hőmérsékletű hőnyelő rendszerbe.

## Hatásfok
A termodinamika első főtételéből írható:
{\displaystyle dW\ =\ dQ_{c}\ -\ (-dQ_{h})\,}
ahol
{\displaystyle dW=-PdV\,} a hőerőgép által termelt hasznos munka (ez negatív, mivel a munkát a gép végzi)
{\displaystyle dQ_{h}=T_{h}dS_{h}\,} a bevezetett hő a nagyhőmérsékletű rendszerből (ez negatív, mivel a hőt a nagyhőmérsékletű tartályból vonja el, így  {\displaystyle (-dQ_{h})\,} pozitív.
{\displaystyle dQ_{c}=T_{c}dS_{c}\,} ez a hőmennyiség, mely a hűtőn keresztül távozik az alacsony hőfokú rendszerbe (Ez pozitív, mivel a hőt átadja a hűtőnek)

Energiaáramlás vázlata hőerőgépben

Az energiaátalakító berendezés (legyen az hűtőgép, hőszivattyú, vagy erőgép) hatásfoka általánosságban a hasznos munka és a befektetett energia viszonya.
Erőgép esetében hasznos munkát akarunk nyerni hőátszármaztatás útján:
{\displaystyle \eta ={\frac {-dW}{-dQ_{h}}}={\frac {-dQ_{h}-dQ_{c}}{-dQ_{h}}}=1-{\frac {dQ_{c}}{-dQ_{h}}}}
Egy hőerőgép elméletileg lehetséges legjobb hatásfoka csak a hőforrás és a hőnyelő hőmérsékletétől függ, melyek mellett a gép működik. Ezt a hatásfokot egy ideális képzeletbeli hőerőgép esetére szokás levezetni, mint amilyen a Carnot-féle hőerőgép, bár más hőerőgépek, melyek más körfolyamatot valósítanak meg, szintén elérhetik a legjobb hatásfokot. Matematikailag ez ezért lehetséges, mert reverzibilis állapotváltozások esetén a hideg tartály entrópiaváltozása egyenlő a meleg tartály ellenkező előjelű entrópiaváltozásával (vagyis {\displaystyle dS_{c}=-dS_{h}}), így az összentrópia nem változik a körfolyamat során:
{\displaystyle \eta _{\text{max}}=1-{\frac {T_{c}dS_{c}}{-T_{h}dS_{h}}}=1-{\frac {T_{c}}{T_{h}}}}
ahol {\displaystyle T_{h}}  a hőforrás, {\displaystyle T_{c}} pedig a hőnyelő abszolút hőmérséklete kelvinben mérve. Megjegyzendő, hogy  {\displaystyle dS_{c}}  pozitív, {\displaystyle dS_{h}}  negatív minden reverzibilis munkavégző körfolyamatnál, az entrópia összességében nem változik, hanem a nagy entrópiájú rendszerből a kis entrópiájú rendszer felé áramlik csökkentve a hőforrás entrópiáját és növelve a hőnyelőét.

## Fajtái
- Külső hőbevezetésű gépek
  - Gőzgép
  - Gőzturbina
  - Stirling-motor
- Belső égésű hőerőgépek (belső égésű motor)
  - Otto-motor
  - Diesel-motor
  - Wankel-motor
- Gázturbina
- Sugárhajtómű
  - Lüktető sugárhajtómű
  - Gázturbinás sugárhajtómű
  - Torlósugár-hajtómű
  - Rakétahajtómű